# Hannah Etzold
Hannah Etzold (* 13. April 2005 in Rostock) ist eine deutsche Torfrau. 

## Karriere

### Jugend
Etzold begann 2010 mit dem Fußballspielen beim SV Warnemünde und wechselte 2017 zum FC Förderkader René Schneider Rostock. Im Jahr 2019 bekundeten RasenBallsport Leipzig und der VfL Wolfsburg ihr Interesse an Etzold, die sich nach Probetrainings jedoch zum Verbleib in Rostock entschied. Zeitweise wurde sie mit Zweitspielrecht in der C-Jugend von RasenBallsport in der Leipziger Stadtliga eingesetzt.
Als Torwart-Talent erkannt kam Etzold zu mehreren Einsätzen in der Landesauswahl von Mecklenburg-Vorpommern. In den Jahren 2018 und 2019 bestritt sie insgesamt acht Spiele für die U14-Landesauswahl. 2019 nahm sie erstmals an einem DFB-Sichtungslehrgang an der Sportschule Kaiserau teil.

### Profifußball
Zur Saison 2022/23 wechselte Etzold zum SV Werder Bremen in die Bundesliga und war dort zunächst Ergänzungsspielerin. Es war der erste Verein, bei dem sie in einer reinen Frauenmannschaft spielte. Vereinzelt wurde sie in der zweiten Mannschaft eingesetzt. Am 4. Dezember 2022 kam sie im Essener Stadion an der Hafenstraße zu ihrem Debüt als Profispielerin. Stammtorhüterin Anneke Borbe hatte sich zuvor an der Hand verletzt. Beim Remis gegen die SGS Essen blieb die erst siebzehnjährige Etzold ohne Gegentor. Die Plattform 90min.de nominierte sie daraufhin für die Elf des 9. Spieltags. Bis zum Ende ihrer ersten Bundesliga-Saison kam sie auf insgesamt vier Einsätze und schloss mit Werder auf dem 8. Platz ab. Im Folgejahr, Etzold lief in der Bundesliga einmal auf, schlossen die Bremerinnen auf Platz 7 ab. 
Am 1. Juni 2024 wurde sie zur Saison 2024/25 vom Zweitligisten 1. FC Nürnberg verpflichtet. Mit den Fränkinnen stieg sie vier Spieltage vor Saisonende in die Bundesliga auf.

### Nationalmannschaft
Etzold nahm 2022 mit der U17-Nationalmannschaft an der WM in Indien teil, kam jedoch nicht zum Einsatz.

## Erfolge
- Aufstieg in die Bundesliga: 2025 mit 1. FC Nürnberg

## Privates
Etzold besuchte die CJD Christophorusschule Rostock. In ihrer Jugend war sie Fan von Hansa Rostock.
Sie kommt aus einer Segler-Familie. Ihr Vater Jörn ist Vorstandsmitglied des Segler-Verbands Mecklenburg-Vorpommern und Leiter der Landessportschule an der Warnemünder Mittelmole. Ihr Bruder Theo ist dort Segelübungsleiter.
Von ihrer Bremer Mannschaftskameradin Saskia Matheis erhielt Etzold wegen eines Aussprachefehlers des Wortes Talisman den Spitznamen Tachalis.